# Kim Ji-young (actriz nacida en 2005)
Kim Ji-young (9 de julio de 2005) es una actriz surcoreana. 

## Carrera
Comenzó su carrera como actriz infantil, en particular destacando en el drama de televisión Jang Bo ri is Here! (2014).
En enero de 2019 se unió al elenco recurrente de la serie Liver or Die, donde dio vida a Lee Joong-yi, la hija de Lee Poong-sang (Yoo Jun-sang) y Kan Boon-shil (Shin Dong-mi), hasta el final de la serie el 14 de marzo del mismo año.

## Filmografía

### Series de televisión
| Año   | Título                           | Rol                                | Red           |
| ----- | -------------------------------- | ---------------------------------- | ------------- |
| 2011  | Special Affairs Team TEN         | Min Chae-won                       | OCN           |
| 2011  | I'm Alive                        | Han Hye-seon                       | MBC           |
| 2012  | History of a Salaryman           | Ji-won, hija de Han Shin           | SBS           |
| 2012  | Take Care of Us, Captain         | Hong Mi-joo (joven)                | SBS           |
| 2012  | Welcome Rain to My Life          | Lee Ha-ra                          | SBS           |
| 2012  | Vampire Prosecutor - Season 2    | Lee Ji-ae                          | OCN           |
| 2013  | Case Number 113                  | Seung-joo (joven)                  | SBS           |
| 2013  | Drama Special "Mother's Island"  | Lee Sa-rang                        | KBS2          |
| 2013  | Thrice Married Woman             | Jung Seul-ki                       | SBS           |
| 2014  | Jang Bo-ri is Here!              | Do Bi-dan                          | MBC           |
| 2014  | Doctor Stranger                  | Jeong-min                          | SBS           |
| 2014  | You're All Surrounded            | Lee Hyun-mi (invitada, episodio 6) | SBS           |
| 2014  | Temptation                       | Kang Yoon-ah                       | SBS           |
| 2014  | Punch                            | Park Ye-rin                        | SBS           |
| 2015  | Live Shock                       | Eun-Byeol                          | KBS           |
| 2015  | My Daughter, Geum Sa-wol         | Im Mi-rang                         | MBC           |
| 2016  | Drama Special "Pinocchio's Nose" | Yoon Da-jung (joven)               | KBS2          |
| 2016  | Nightmare Teacher                |                                    | Naver TV Cast |
| 2017  | Man Who Sets the Table           | Go Eun-byul                        | MBC           |
| 2018  | Devilish Charm                   | Ju Sa-rang                         | MBN, Dramax   |
| 2019  | Liver or Die                     | Lee Joong-yi                       | KBS2          |
| 2020  | Graceful Friends                 | Cheon Soo-ah                       | JTBC          |
| 2021  | Racket Boys                      | Ah Young (cameo ep. 16)            | SBS           |
| 2021- | Melancholia                      | Kim Ji-na                          | tvN           |

### Cine
| Año  | Título                  | Rol                            |
| ---- | ----------------------- | ------------------------------ |
| 2011 | Sector 7                | Cha Hae-joon (joven)           |
| 2011 | Silenced                | Sol-yi                         |
| 2011 | A Reason to Live        | Da-hye (joven)                 |
| 2012 | Runway Cop              | Ko Young-jae (joven)           |
| 2012 | Touch                   | Park Joo-mi                    |
| 2013 | Happiness for Sale      | estudiante del jardín de niños |
| 2013 | Killer Toon             | Jo Seo-hyun (joven)            |
| 2013 | Mr. Go                  | Weiwei (joven)                 |
| 2013 | Hide and Seek           | Pyeong-hwa                     |
| 2013 | My Dear Girl, Jin-young | Kim Jin-young (joven)          |

## Premios y nominaciones
| Año  | Premio                  | Categoría          | Nominación          | Resultado |
| ---- | ----------------------- | ------------------ | ------------------- | --------- |
| 2014 | 7 de Korea Drama Awards | Mejor Actriz Joven | Jang Bo ri is Here! | Ganadora  |
| 2014 | 3 de APAN Star Awards   | Mejor Actriz Joven | Jang Bo ri is Here! | Ganadora  |
| 2014 | MBC Drama Awards        | Mejor Actriz Joven | Jang Bo ri is Here! | Ganadora  |